# Juha Lallukka
Juha Lallukka (* 27. Oktober 1979 in Kouvola) ist ein ehemaliger finnischer Skilangläufer.

## Werdegang
Lallukka, der für den Verein Kouvolan Hiihtoseura startete, gab sein internationales Debüt im Februar 2001 im Rahmen des Continentalcups in Mäntyharju, bei dem er als Dritter aufs Podium lief. Ein Jahr später am 2. März 2002 gab er in Lahti sein Debüt im Rahmen des Skilanglauf-Weltcups. Im Einzelrennen über 15 km kam er auf den 46. Platz. Seine ersten Weltcuppunkte gewann Lallukka mit einem 21. Platz über die gleiche Distanz am 27. November 2004 in Kuusamo. Bei den Weltmeisterschaften 2005 in Oberstdorf sicherte er sich Platz 32. 2006 in Lago di Tesero wurde Lallukka erstmals in der finnischen Staffel eingesetzt und lief mit ihr unter die besten zehn. Auch bei den Nordischen Skiweltmeisterschaften 2007 in Sapporo gehörte er neben dem Start im 15-km-Einzelrennen, welches er überraschend als Elfter beendete, zur Staffel mit Ville Nousiainen, Sami Jauhojärvi und Teemu Kattilakoski. Nach viermal 10 km lief die Mannschaft beim Sieg von Norwegen mit einem Abstand von etwa zwei Minuten als Sechste ins Ziel.
In die Saison 2007/08 startete Lallukka mit einem achten Platz mit der Staffel beim Weltcup in Davos. Auch in Rybinsk konnte er im Einzelweltcup punkten. Es blieb jedoch sein vorerst letzter Start auf internationaler Ebene. Erst im Januar 2009 kam er zurück in die Nationalmannschaft. Bei den Nordischen Skiweltmeisterschaften 2009 in Liberec lief er über die 50 km auf Rang 15.
Am 13. Dezember 2009 startete Lallukka in Livigno erstmals im Skilanglauf-Marathon-Cup und lief auf den 24. Platz. Es blieb sein einziger Start in dieser Serie. Wenige Wochen später sicherte er sich bei den Finnischen Meisterschaften in Keuruu Silber über die 10-km-Distanz Freistil. Bei den Olympischen Winterspielen 2010 in Vancouver startete Lallukka über die 15 km Einzeldistanz und lief als 34. ins Ziel.
Bei den Weltmeisterschaften 2011 in Oslo überraschte Lallukka mit Rang acht über 50 km, nachdem er mit der finnischen Staffel als Vierter nur knapp seine erste WM-Medaille in seiner Karriere verpasst hatte. Zum Saisonabschluss am 27. März 2011 gewann Lallukka über 50 km seinen ersten Titel bei Finnischen Meisterschaften.
Im November 2011 wurde Lallukka positiv auf das verbotene Wachstumshormon (HGH) Somatropin getestet und erhielt eine zweijährige Sperre. Lallukka ging gegen die Sperre vor und klagte vor dem Internationalen Sportgerichtshof (CAS). Dieses bestätigte die Sperre, veranlasste aber eine erneute Überprüfung des Analyseverfahrens. Seit dem Ablauf seiner Sperre hat Lallukka kein internationales Rennen bestritten. Von 2014 bis 2018 nahm er an den finnischen Meisterschaften teil.

## Platzierungen im Weltcup

### Weltcup-Statistik
Die Tabelle zeigt die erreichten Platzierungen im Einzelnen.
- 1.–3. Platz: Anzahl der Podiumsplatzierungen
- Top 10: Anzahl der Platzierungen unter den ersten zehn
- Punkteränge: Anzahl der Platzierungen innerhalb der Punkteränge
- Starts: Anzahl gelaufener Rennen in der jeweiligen Disziplin
- Hinweis: Bei den Distanzrennen erfolgt die Einordnung gemäß FIS.

| Platzierung         | Distanzrennen a | Distanzrennen a | Distanzrennen a | Distanzrennen a | Distanzrennen a | Skiathlon Verfolgung | Sprint | Etappen- rennen b | Gesamt | Team c | Team c  |
| Platzierung         | ≤ 5 km          | ≤ 10 km         | ≤ 15 km         | ≤ 30 km         | > 30 km         | Skiathlon Verfolgung | Sprint | Etappen- rennen b | Gesamt | Sprint | Staffel |
| ------------------- | --------------- | --------------- | --------------- | --------------- | --------------- | -------------------- | ------ | ----------------- | ------ | ------ | ------- |
| 1. Platz            |                 |                 |                 |                 |                 |                      |        |                   |        |        |         |
| 2. Platz            |                 |                 |                 |                 |                 |                      |        |                   |        |        |         |
| 3. Platz            |                 |                 |                 |                 |                 | 1                    |        |                   | 1      |        |         |
| Top 10              |                 |                 | 1               |                 |                 | 1                    |        |                   | 2      |        | 4       |
| Punkteränge         | 1               |                 | 7               | 3               |                 | 2                    |        | 1                 | 14     |        | 5       |
| Starts              | 1               |                 | 12              | 5               |                 | 3                    | 1      | 1                 | 23     |        | 5       |
| Stand: Karriereende |                 |                 |                 |                 |                 |                      |        |                   |        |        |         |

### Weltcup-Gesamtplatzierungen
| Saison  | Gesamt | Gesamt | Distanz | Distanz | Sprint | Sprint |
| Saison  | Punkte | Platz  | Punkte  | Platz   | Punkte | Platz  |
| ------- | ------ | ------ | ------- | ------- | ------ | ------ |
| 2003/04 | 5      | 143.   | 5       | 102.    |        |        |
| 2004/05 | 74     | 57.    | 74      | 35.     |        |        |
| 2006/07 | 17     | 117.   | 17      | 67.     |        |        |
| 2007/08 | 13     | 123.   | 13      | 69.     |        |        |
| 2008/09 | 70     | 74.    | 66      | 47.     |        |        |
| 2010/11 | 38     | 97.    | 38      | 54.     |        |        |